# Mée (rivière)
Pour les articles homonymes, voir Mée (homonymie).
 (avril 2014).
La Mée est une petite rivière qui porte le nom de la ville de Mée, qui est elle-même située dans le sud de la Mayenne, en région Pays de la Loire, et un affluent droit de l'Oudon, donc un sous-affluent de la Loire, la Mayenne et la Maine.

## Géographie
De 16 km de longueur, la Mée prend sa source sur la commune de Cuillé, au lieu-dit la Moussauderie, à 85 m d'altitude.
Elle coule globalement du nord-ouest vers le sud-est.
C'est aussi une limite naturelle qui délimite entre autres la commune de Ballots au nord. Elle conflue à Livré-la-Touche, en rive droite de l'Oudon, à 43 m d'altitude.

## Communes et cantons traversés
Dans le seul département de la Mayenne, la Mée traverse cinq communes et trois cantons :
- dans le sens amont vers aval : Cuillé (source), Ballots, Laubrières, Méral, Livré-la-Touche (confluence).

Soit en termes de cantons, la Mée prend source dans le canton de Cossé-le-Vivien, traverse le canton de Saint-Aignan-sur-Roë, et conflue dans le canton de Craon, le tout dans l'arrondissement de Château-Gontier.

## Affluents
La Mée a sept affluents référencés :
- ? (rd), 0,8 km, sur les deux communes de Cuillé et Laubrières.
- le ruisseau de la Piltière (rd), 2,8 km, sur les trois communes de Ballots, Laubrières et Méral.
- l'Ecorcherie (rd), 4,7 km sur la seule commune de Ballots.
- le ruisseau de Bardoul (rd), 3,9 km sur les deux communes de Ballots et Livré-la-Touche avec un affluent :
  - le ruisseau de la Ricardière (rd), 3 km sur les deux communes de Ballots et Livré-la-Touche.
- le ruisseau du Chef-Lieu (rg), 4,7 km, sur les quatre communes de Ballots, Méral, Livré-la-Touche et Cossé-le-Vivien.
- la Hapelière (rg), 3,5 km sur les deux communes de Livré-la-Touche et Cossé-le-Vivien.
- l'Homelais (rg), 2,2 km sur la seule commune de Livré-la-Touche.

Le rang de Strahler est donc de trois.

## Hydrographie
La Mée traverse une seule zone hydrographique 'La Mée & ses affluents' (M372) de 67 km2 de superficie. Le bassin versant est composé de 98,01 % de territoires agricoles, 1,81 % de territoires artificialisés, et de 0,44 % de forêts et milieux semi-naturels.